# Mata Roma
Mata Roma is een gemeente in de Braziliaanse deelstaat Maranhão. De gemeente telt 14.491 inwoners (schatting 2009).